# Ottomar Oertel
Ottomar Oertel (* 22. August 1840; † 19. Oktober 1914) war ein preußischer Kommunalpolitiker und langjähriger Bürgermeister und Oberbürgermeister von Liegnitz.

## Laufbahn
Oertel studierte Jura in Jena und Halle und stand zunächst in kirchlichen Diensten. Nach einer kurzen Anstellung als Richter in einem Kriegsgericht in Torgau wurde er 1868 zum Bürgermeister von Köpenick berufen.
1871 wechselte Oertel nach Liegnitz, ebenfalls in der Funktion als Bürgermeister. Er begleitete dort den Übergang von einer Festungs- zu einer modernen Industriestadt. Die Stadt war bis 1872 nicht über ihre mittelalterlichen Stadtmauern, obschon inzwischen niedergelegt, hinausgewachsen. Oertel sorgte für einen Bebauungsplan, um das Wachstum der Stadt zu kontrollieren und legte die Grundlagen für die Infrastruktur einer rasch wachsenden Stadt wie Wasser-, Gas- und Elektrizitätsversorgung, Abwasserkanalisation und Kläranlage, Straßenbahn, Schlachthof, aber auch Schulen, Bildungseinrichtungen (Gewerbeschule, Landwirtschaftsschule) und Erholungsgebiete (Stadtpark, Palmenhaus) sowie das Neue Rathaus von 1905. Während der 40-jährige Regierungszeit Oertels verdreifachte sich die Bevölkerung von Liegnitz von 23.000 in 1870 auf 69.000 im Jahr 1910. 
Oertel vertrat seine Stadt im schlesischen Provinziallandtag, sowie von 1892 bis 1912 im preußischen Herrenhaus.
Ende 1911 kündigte Oertel seinen Rücktritt an, der im Juli 1912 wirksam wurde.

## Ehrungen
Nach Niederlegung seines Amtes wurde Oertel zum Ehrenbürger der Stadt Liegnitz ernannt und in Liegnitz ein Platz nach ihm benannt. Er wurde Ehrenvorsitzender des schlesischen Städtetags.
1890 erhielt er den Roten Adlerorden IV. Klasse.